# 猫沢エミ
猫沢 エミ（ねこざわ えみ 1970年4月14日 - ）は、福島県白河市出身のシンガーソングライター、パーカッショニスト、エッセイストである。2002年-2007年にかけてパリに住んでいた。

## 来歴
幼い頃よりクラシックの教育を受け、洗足学園大学打楽器専攻科に進学。クラシックからポップスまで、幅広い分野でパーカッションやバッキングボーカルで活動を行った。知人に誘われ、初めて出演したライブハウスでスカウトされ、その後本格的に曲作りを始める。
1995年にクリップレコードより、天野滋プロデュースでインディーズアルバム「燃えるゴミの日」をリリースした。1996年にシングル「あたしだけじゃダメかな」で、日本コロムビアのトライアドレーベルよりメジャーデビューした。
15枚のCDをリリースした後、パリに渡り、音楽活動のほか、映画解説、エッセイなど幅広い分野で活動中。パリのグラフィティチーム MAC‐graffiti のメンバーとして、世界各国のさまざまなエクスポジションに参加した。

## 出演番組
- 百万匹の猫

## 著作
- パリ季記 - Mon journal des quatre saisons à Paris （2006年、地球丸)  ISBN 4860670965
- ウィークエンド・ア・パリ - Week-end à Paris (2006年、白夜書房）ISBN 4861912229
- パリ通信 - Ma vie et le cinema à Paris (2007年、主婦の友社)  ISBN 4072544620
- 猫と生きる。- La vie avec un chat (2013年、辰巳出版)  ISBN 9784777811625
- ねこしき　哀しくてもおなかは空くし、明日ちゃんとやってくる。（2021年、TAC出版）ISBN 9784813296478
- 猫と生きる。- La vie avec un chat　増補改訂版（2021年9月24日、扶桑社、ISBN 978-4-041-02614-4） - 2013年発行の『猫と生きる。』に新たなエピソードを加筆。
- 猫沢家の一族（2023、集英社）

## ディスコグラフィー

### シングル
- 「あたしだけじゃダメかな」（1996）猫沢エミ、北澤比織、細海魚
- 「ロボット」（1996）猫沢エミ、北澤比織、清水弘貴
- 「Traffic-Strawberry-Jam」（CD - 1997年）猫沢エミ、朝本浩文、渡辺善太郎
- 「バロット」（1997）猫沢エミ、渡辺善太郎
- 「Merci」（1998）猫沢エミ、渡辺善太郎
- 「Shell」（1998）猫沢エミ、渡辺善太郎、小西康陽
- 「目に見えないもの」（1999）猫沢エミ、佐々木潤
- 「SWING」（1999）猫沢エミ、佐々木潤

### アルバム
- 燃えるゴミの日（1995）インディーズ 猫沢エミ
- Goldfish Pie（1996）猫沢エミ
- Chelsea Girl（1997）猫沢エミ
- BROKEN SEWING MACHINE（1998）猫沢エミ
- Gyan-Gyan（1999）猫沢エミ
- GENTIANE（2000）ベスト盤 猫沢エミ、渡辺善太郎、北澤比織、佐々木潤
- CAFE TU RONRONNES（2002）猫沢エミ
- Pyramidia（2012） Emi NECOZAWA & Sphinx

### その他の参加作品
- クリップレコード・オムニバス（1999年）
- tribute to REBECCA DREAM DISCOVERY（1999）
- Ram Jam World 「Salvia」（1998）歌詞提供